# Campanero (Uruguay)
Pour les articles homonymes, voir Campanero.
Campanero est une ville de l'Uruguay située dans le département de Lavalleja. Sa population est de 129 habitants.

## Population
| Année | Population |
| ----- | ---------- |
| 1963  | –          |
| 1975  | –          |
| 1985  | 30         |
| 1996  | 87         |
| 2004  | 129        |

Référence,: